# Żerkowsko-Czeszewski Park Krajobrazowy
Żerkowsko-Czeszewski Park Krajobrazowy – park krajobrazowy w województwie wielkopolskim, utworzony w 1994. Położony jest w zalewowej pradolinie Warty i jej dopływu Lutyni z licznymi starorzeczami.
Powierzchnia parku wynosi 15 794,84 ha.
Przedmiotem jego ochrony jest przede wszystkim unikatowa, bardzo urozmaicona rzeźba terenu z dwoma kulminującymi wzniesieniami: Łysą Górą (161 m n.p.m.) i Górą Żerkowską (155 m n.p.m.) i fragmentem Pradoliny Warszawsko-Berlińskiej, a także cenne ekosystemy, w tym unikalne w skali regionu kompleksy lasów grądowych i łęgowych o wysokim stopniu naturalności.

## Walory kulturowe
Na terenie Żerkowsko-Czeszewskiego Parku Krajobrazowego znajduje się pałac w Śmiełowie z końca XVIII wieku, w którym latem 1831 przebywał Adam Mickiewicz i w którym znajduje się powstałe w 1975 muzeum jego imienia. Jednym z najcenniejszych zabytków jest także zbudowany XV-wieczny gotycki kościół w miejscowości Dębno. Na północnym skraju Parku znajduje się XIX-wieczny neorenesansowy pałac Mielżyńskich w Miłosławiu z zachowanym rozległym założeniem parkowym.

## Formy ochrony przyrody
Na terenie parku znajdują się następujące rezerwaty przyrody:
- Czeszewski Las,
- Dwunastak,
- Dębno nad Wartą.

W swojej części obejmującej dolinę Warty oraz zlokalizowanej na północ od niej kompleksy leśne, teren Parku pokrywa się z obszarami Natura 2000: Dolina Środkowej Warty (obszar specjalnej ochrony ptaków) i Lasy Żerkowsko-Czeszewskie (specjalny obszar ochrony siedlisk).
Część Parku położona na południe od rzeki Warty w większości pokrywa się z obszarem chronionego krajobrazu Szwajcaria Żerkowska.
W sąsiedztwie miejscowości Orzechowo na terenie Parku znajduje się użytek ekologiczny Pasieka, chroniący cenne siedliska łąkowe ze stanowiskami rzadkich gatunków roślin.
Na terenie Parku znajduje się kilkadziesiąt pomników przyrody.

## Flora i roślinność
Najcenniejszym przyrodniczo fragmentem Parku są kompleksy leśne rozciągające się na południe od rzeki Warty, mające miejscami charakter wręcz puszczański. Chodzi w szczególności o tereny objęte ochroną w formie rezerwatów florystycznych Czeszewski Las i Dwunastak. Rosnące w sąsiedztwie rzeki lasy łęgowe (w tym łęgi jesionowo-wiązowe) i grądowe tworzą dawniej typowe dla dolin rzecznych kompleksy żyznych lasów liściastych, z dużymi zasobami cennego biocenotycznie martwego drewna. Do chronionych roślin występujących w takich siedliskach na terenie Parku należą centuria pospolita oraz storczyki: kukułka szerokolistna, gnieźnik leśny i podkolan biały, występują tu również typowo puszczańskie gatunki mchów, takie jak np. gładysz paprociowaty. W Parku znajduje się też stanowisko pszeńca grzebieniastego – gatunku dawniej uznawanego za wymarły w Polsce. Liczne i dobrze zachowane starorzecza są miejscem występowania coraz rzadszych roślin typowych dla takich siedlisk, takich jak grzybienie białe. Na terenach otwartych w dolinie Warty miejscami zachowały się cenne florystycznie łąki trzęślicowe, selernicowe i niżowe łąki użytkowane ekstensywnie - w Parku znajduje się jedyne w Wielkopolsce stanowisko czarcikęsika Kluka, na łąkach obecne są również takie rzadkie gatunki roślin jak fiołek mokradłowy, goryczka wąskolistna, groszek błotny, nasięźrzał pospolity, wilczomlecz błyszczący, koniopłoch łąkowy, tarczyca oszczepowata, bukwica zwyczajna oraz selernica żyłkowana. Łącznie na terenie Parku występuje nie mniej niż 800 gatunków roślin.

## Fauna
Symbolem Żerkowsko-Czeszewskiego Parku Krajobrazowego jest bocian czarny – pierwsze gniazdowanie tego wówczas bardzo rzadkiego gatunku wykryto w roku 1965, od tej pory gniazduje regularnie w Parku lub w jego sąsiedztwie. Na terenie parku gniazduje ok. 150 gatunków ptaków, a łączna liczba stwierdzonych tu gatunków (włączając gatunki nielęgowe) przekracza 200. Występowanie stosunkowo dużych kompleksów zbliżonych do naturalnych lasów łęgowych i grądowych z dużymi zasobami martwego drewna sprzyja występowaniu dzięciołów – szczególnie zwraca uwagę silna populacja dzięcioła średniego, który osiąga tu bardzo wysokie zagęszczenia par lęgowych. Starorzecza i tereny podmokłe w dolinie Warty są miejscem występowania bobra europejskiego a oraz wydry, w Parku okazyjnie obserwowano również łosie Na terenie Parku występuje co najmniej 9 gatunków nietoperzy, m.in. mopek. Na terenie Parku znajdują się liczne stanowiska rozrodcze płazów, w tym traszki grzebieniastej i kumaka nizinnego - łącznie w Parku występuje 12 gatunków płazów i 5 gatunków gadów. W wodach Parku występuje co najmniej 20 gatunków ryb, w tym objęty ochroną piskorz, związany ze starorzeczami. Grądy i łęgi na terenie Parku stanowią siedlisko bardzo różnorodnej fauny bezkręgowej, w tym zagrożonych gatunków związanych z martwym drewnem oraz starymi drzewami  - takich jak duże, charyzmatyczne chrząszcze: kozioróg dębosz, pachnica dębowa i ciołek matowy, a także tegosz rdzawy i kwietnica okazała. Teren Parku jest jednym z miejsc, w którym najwcześniej w Wielkopolsce (lata 40. XX wieku) stwierdzano będącego obecnie w ekspansji pająka, tygrzyka paskowanego. Bardzo bogata jest również fauna mięczaków – to właśnie m.in. ze względu na rzadkie gatunki ślimaków utworzono rezerwat Dębno nad Wartą znajdujący się na terenie Parku. Do występujących w Parku rzadkich ślimaków należą poczwarówka zwężona, a także 6 z 10 gatunków świdrzyków występujących w Wielkopolsce - dla niektórych, np. świdrzyka okazałego czy świdrzyka stępionego, są to jedyne lub jedne z nielicznych stanowisk w regionie.

## Turystyka
Południowa  i środkowa część Parku ze względu na urozmaiconą rzeźbę terenu bywa określana mianem Szwajcarii Żerkowskiej. Panoramę tej części Parku można oglądać z platformy widokowej w Brzostkowie. Wieża widokowa w Wolicy Koziej umożliwia spojrzenie z góry na kompleksy nadwarciańskich łęgów w sąsiedztwie rezerwatu Dębno nad Wartą.

### Szlaki rowerowe
Przez Park przebiegają 3 szlaki rowerowe:
- Nadwarciański Szlak Rowerowy przebiega przez Park na długości ok. 13,5 km, łącząc ze sobą następujące miejscowości: Szczodrzejewo - Czeszewo - Orzechowo - Dębno - Wolica Kozia[22].
- Transwielkopolska Trasa Rowerowa przebiega przez Park na długości ok. 12,9 km, łącząc ze sobą następujące miejscowości: Miłosław - Mikuszewo - Nowa Wieś Podgórna - Śmiełów - Żerków - Pawłowice[23]. Na trasie znajduje się 1 przeprawa promowa (Nowa Wieś Podgórna – Pogorzelica).
- Żerkowsko-Czeszewska Ośemka to dwa połączone ze sobą szlaki rowerowe, razem tworzące zamkniętą pętlę w kształcie cyfry 8 (ze skrzyżowaniem w Czeszewie)[24]. Długość obu tras łącznie wynosi ok. 67 km, z czego ok. 52 km przebiega w obrębie Żerkowsko-Czeszewskiego Parku Krajobrazowego. Odcinek czarny   biegnie z Miłosławia przez Białe Piątkowo i Wygrankę do Czeszewa, a następnie przez Śmiełów do Żerkowa. Odcinek czerwony  biegnie z Żerkowa przez Dębno i Orzechowo do Czeszewa, a następnie przez Mikuszewo i Chrustowo do Miłosławia[24]. Na trasie znajdują się 2 przeprawy promowe (Nowa Wieś Podgórna – Pogorzelica oraz Dębno - Orzechowo)[25].

### Szlaki piesze[26][27][28]
Przez Park przebiegają 4 szlaki piesze:
- zielony szlak pieszy (tzw. Mickiewiczowski) na terenie Parku prowadzi z Lisewa przez Żerków do Śmiełowa, a następnie przez Lgów i Bieździadów do Dębna i Wolicy Koziej. Szlak na terenie Parku ma długość ok. 22 km.
- niebieski szlak pieszy przecina kompleksy leśne na północy Parku, mijając m.in. rezerwat Dwunastak. Szlak prowadzi z Miłosławia do Czeszewa i ma długość ok. 11 km.
- żółty szlak pieszy na terenie Parku przebiega na północ od Warty, łącząc Szczodrzejewo, Czeszewo i Orzechowo (ok. 7 km). Przebieg szlaku pokrywa się z przebiegiem  Nadwarciańskiego Szlaku Rowerowego.
- czerwony szlak pieszy na terenie Parku prowadzi z Antonina do Śmiełowa, a następnie przez Brzostków do Żerkowa, po czym przekracza Lutynię i opuszcza Park w kierunku południowo-wschodnim. Długość szlaku w obrębie Parku wynosi ok. 15 km.
- Nadwarciańska Droga Św. Jakuba prowadzi wzdłuż północno-wschodnich granic Parku z Nowej Wsi Podgórnej do Miłosławia, a następnie przecina północną część Parku na trasie Miłosław – Czeszewo – Orzechowo – Dębno - Wolica Kozia

### Ścieżki dydaktyczne
W Parku znajdują się 3 ścieżki dydaktyczne, zarządzane przez Nadleśnictwo Jarocin:
- "Starorzecze" (ok. 3 km) – na terenie rezerwatu Czeszewski Las[29]
- "Tropem leśnych zwierząt" (ok. 1,9 km) – na terenie rezerwatu Czeszewski Las, ścieżka zastępuje istniejącą wcześniej i zlikwidowaną ścieżkę "Stare Dęby"[30]
- "Nad Lutynią" (ok. 3 km) – zlokalizowana na południe od ujścia Lutyni do Warty[31]

### Szlaki wodne
Warta w odcinku przepływającym przez Żerkowsko-Czeszewski Park Krajobrazowy jest częścią Wielkiej Pętli Wielkopolski. Długość szlaku wodnego w granicach Parku wynosi ok. 14 km. Szlak kajakowy wyznaczono także na Lutyni, w granicach Parku ma on długość ok. 14 km.